# Chiesetta del Belvedere
La Chiesetta del Belvedere (più raramente detta Santuario del Belvedere) è uno piccolo edificio storico a carattere religioso della città di Mondragone, in provincia di Caserta (Campania).
Originaria del XIII secolo, è celebre per essere stata il luogo primario e originario in cui venne custodito il quadro della Madonna Incaldana, un'icona in stile bizantino che viene venerata dalla Chiesa cattolica come protettrice della città casertana e che, dal XVII secolo, è ubicata nel Santuario di Maria Santissima Incaldana.

## Storia

### Origini
Le origini di questo piccolo luogo di culto risalgono almeno al XIII secolo, periodo in cui questa chiesetta venne eretta apparentemente per la prima volta. Si trovava (e si trova tuttora) ai piedi di un rilievo montuoso facente parte della catena del Monte Massico, in quel che oggi è parte del territorio nord-occidentale della città di Mondragone. Proprio grazie alla suggestione che evoca il luogo in cui venne costruita, la chiesetta prese il nome di "Belvedere".
Coloro che la costruirono e ne usufruirono sin dalle origini non sono noti. In passato, adiacente alla Chiesetta vi era presente anche un convento.
Si sa che è in questo luogo venne sin da tempi ignoti, probabilmente dal XIV secolo, custodito un quadro dipinto su legno e raffigurante una Madonna col Bambino. Di tipico stile bizantino, il dipinto divenne un'icona sacra e fu noto sotto il nome di "Madonna del Belvedere", ma oggi è celebremente noto sotto il nome di "Madonna Incaldana".
Ma del resto della storia di questo luogo si sa ben poco.
Ciò che è noto è che, in antichità, le città costiere come quella che è oggi Mondragone erano costantemente minacciate dalle barbarie e dai saccheghiamenti dei Turchi Ottomani. Quindi anche questo luogo dovette subire le angherie di questo popolo.
Nel XVI secolo, infatti, l'antica chiesetta venne saccheggiata e data alle fiamme proprio durante un'incursione turca. Andò quasi completamente distrutta, ad accezione di unica porzione, l'abside, che, tuttora esistente, è l'unica parte della struttura originaria ad esserci pervenuta. Proprio in questa occasione, la celebre Madonna uscì indenne dal fuoco, che "miracolosamente" non la consumò.
Si sa per certo che nel periodo compreso tra il 1569 e il 1624, questo sacello venne retto e frequentato dai Padri Carmelitani.
Ma la minaccia di attacchi sempre costante e la posizione rurale in cui si trovava la chiesetta, spinsero i rettori ad abbandonarla e spostarsi nei centri abitati.
Il quadro, ormai famoso, divenne motivo di una disputa tra i paesi limitrofi, che rivendicavano il suo possesso. Per questo motivo, secondo la tradizione, venne stabilito che la Madonna "avrebbe scelto da sé" il luogo in cui venir trasferita. Infatti, la legenda vuole che il quadro venne posizionato su un carro trainato da una coppia di buoi, senza che questi avessero una guida. I due animali imboccarono la strada che portava a Mondragone e, una volta giunti, qui si accasciarono e morirono.
Arrivata quindi in città, l'icona della Madonna (che dalla zona ricca di acqua sulfurea prese il nome di "Incaldana"), venne collocata nell'allora Collegiata di San Giovanni Battista, oggi divenuta una basilica minore e nota come Santuario di Maria Santissima Incaldana, proprio per la presenza del quadro, che da allora è ancora custodito in questo luogo.
Inoltre, la traduzione vuole che i due buoi che la trainarono in città vennero sepolti sotto il sagrato di questo stesso Santuario.

### Situazione attuale
Come visibile da fotografie storiche, della Chiesetta ormai rimaneva in piedi solo la zona absidale (che costituisce ancora l'unica parte originale), e così venne completamente ricostruita solo recentemente.
Oggi, il Lunedì in Albis di ogni anno, viene ricordato e celebrato il leggendario trasporto del quadro della Madonna Incaldana. L'evento viene rievocato con una suggestiva processione in costume e che, partendo proprio dalla Chiesetta del Belvedere, attraversa la città di Mondragone e trasporta su di un carro trainato da buoi una copia dell'icona, giungendo nel Santuario a lei dedicato. Tutto ciò proprio come la tradizione vuole che accadde secoli prima.
Infatti il quadro originale solo ogni 25 anni, o in occasioni speciali, lascia il suo sacello ed esce fuori dal Santuario per solenni cerimonie.

### La Croce del Belvedere
Oggi, posizionata su di un colle a pochi passi dalla Chiesetta, è presente sin dal XX secolo la cosiddetta "Croce del Belvedere", che è uno dei simboli sacri più amati dai fedeli mondragonesi.
Questa grande Croce, in ferro ornato, venne abbattuta nel 2020 dalla forza impetuosa del vento e fu solo grazie a cinque cittadini locali che venne poi eretta nuovamente in loco.

## Descrizione
La chiesetta oggi appare come un semplice luogo di culto, il cui interno è quasi completamente spoglio, così come l'esterno.
Da un punto di vista planimetrico, la chiesa è a base rettangolare e ad essa è annesso un piccolo e semplice campanile a base quadrata. Ancora, annesso alla chiesa e fuso con il campanile, vi è anche un'altra piccola porzione di edificio, sempre a pianta rettangolare. La chiesa possiede un unico ingresso, posto nella facciata principale e costituito da una semplice porta rettangolare.

### Esterno
Esternamente tutte le facciate, anche la principale, appaiono prive di elementi decorativi e sono perciò lisce e semplicemente tinteggiate di bianco. Gli unici elementi di decoro visibili sono un frontone, posto sulla facciata anteriore, e due finestrelle, situate sul fianco destro. La copertura è data da tetti spioventi in terracotta. Il campanile è sormontato in cima da una croce in ferro, molto esile e di cui è realizzato fisicamente solo il contorno, avendo quindi l'interno vuoto.

### Interno
Internamente la chiesa si presenta a pezzo unico, con un'unica navata. Il pavimento è in mattonelle, mentre il soffitto è realizzato con travi di legno.
In fondo alla chiesa vi è un semplice altare marmoreo di colore grigio.
Infine, l'unico elemento di reale interesse e rilievo storico-artistico è rappresentato dall'abside, che è l'unica porzione preservatasi dell'originale chiesa del XIII secolo. Da un punto di vista esterno, l'abside, che è a pianta semicircolare, sporge al di fuori del perimetro rettangolare della chiesetta e rappresenta perciò l'unico elemento di "disturbo" di questo edificio fatto completamente da linee rette. Internamente, infine, è situato un antico affresco, che purtroppo si presenta frammentato in quanto mancante della porzione della parte destra e di altre piccole porzioni altrove. L'affresco contiene una scena divisa in due ordini: nel primo sono raffigurati dei Santi, forse in realtà Apostoli; mentre, nel secondo, sono raffigurate almeno due figure angeliche e un'altra figura al loro centro, vestita di rosso. Oltre al rosso, gli altri colori predominanti nella materia affrescata sono il verde, il blu e il giallo.
Oltre all'abside e al tetto ligneo, tutto il restante spazio interno della chiesa è tinteggiato di bianco.
Un tempo custode dell'originaria Madonna Incaldana, oggi in questa Chiesetta viene custodita una copia del quadro.